# Geranium aequale
Geranium aequale är en näveväxtart som först beskrevs av Charles Cardale Babington, och fick sitt nu gällande namn av Carlos Aedo. Geranium aequale ingår i släktet nävor, och familjen näveväxter. Inga underarter finns listade i Catalogue of Life.